# Lapa Vermelha
Lapa Vermelha (del portuguès brasiler, Cova vermella) és un jaciment arqueològic situat a la regió de Lagoa Santa, a Minas Gerais.
És un massís de pedra calcària als marges d'una petita llacuna. Al cingle hi ha quatre coves (lapas, com es coneixen a la regió). Va ser a la Lapa Vermelha iv, al municipi de Confins, que la missió arqueològica franco-brasilera liderada per Annette Laming-Emperaire va descobrir en la dècada del 70 el crani de Luzia. Amb més d'11.000 anys, Luzia és considerada afectuosament com la primera brasilera. El crani va ser trobat per l'arqueòleg Walter Alves Neves.